# (4427) Burnashev
(4427) Burnashev ist ein Hauptgürtelasteroid, der am 30. August 1971 von Tamara Michailowna Smirnowa vom Krim-Observatorium aus entdeckt wurde.
Der Asteroid wurde nach Wladislav Iwanowitsch Burnatschew, einem wissenschaftlichen Mitarbeiter am Krim-Observatorium, und seiner Frau, Bella Alexejewna Burnaschewa, einer Astronomin am Krim-Observatorium, benannt.